# Cara McCollum
Cara McCollum (Forrest City, 6 de febrero de 1992-Camden, 22 de febrero de 2016) fue una modelo, presentadora y periodista estadounidense.
Fue coronada Miss Nueva Jersey en 2013. Estudió derecho en Universidad de Princeton. Fue la ganadora del Miss América en 2014. Trabajó como presentadora de televisión para "SNJ Today" desde julio del 2015. Estaba en pareja con Keith Jones.
Falleció el 22 de febrero de 2016 a los 24 edad, en un accidente de tráfico. Las investigaciones revelaron que no llevaba puesto el cinturón de seguridad.